# Segunda División 2021/22
Die Segunda División 2021/22 (durch Sponsoring offiziell LaLiga SmartBank) war die 91. Saison der zweiten spanischen Liga. Die 22 Mannschaften trafen an 42 Spieltagen jeweils zweimal aufeinander. Bei Punktgleichheit zählte der direkte Vergleich zwischen den beteiligten Mannschaften. Die zwei besten Mannschaften stiegen direkt in die Primera División auf. Die Teams auf den Plätzen drei bis sechs ermittelten in den Play-offs den dritten Aufsteiger, wohingegen die letzten vier Vereine absteigen mussten.

## Teams
| Verein          | Stadt                      | Stadion                               | Kapazität |
| --------------- | -------------------------- | ------------------------------------- | --------- |
| AD Alcorcón     | Alcorcón                   | Estadio Municipal de Santo Domingo    | 05.100    |
| UD Almería      | Almería                    | Estadio de los Juegos Mediterráneos   | 15.000    |
| SD Amorebieta   | Amorebieta-Etxano          | Instalaciones de Lezama               | 03.200    |
| Burgos CF       | Burgos                     | Estadio Municipal de El Plantío       | 12.194    |
| FC Cartagena    | Cartagena                  | Estadio Cartagonova                   | 15.105    |
| SD Eibar        | Eibar                      | Estadio Municipal de Ipurua           | 07.083    |
| CF Fuenlabrada  | Fuenlabrada                | Estadio Fernando Torres               | 05.400    |
| Sporting Gijón  | Gijón                      | Estadio Municipal El Molinón          | 30.000    |
| FC Girona       | Girona                     | Estadi Municipal de Montilivi         | 11.200    |
| SD Huesca       | Huesca                     | Estadio El Alcoraz                    | 08.000    |
| UD Ibiza        | Ibiza                      | Estadio Municipal de Can Misses       | 04.500    |
| UD Las Palmas   | Las Palmas de Gran Canaria | Estadio de Gran Canaria               | 31.250    |
| CD Leganés      | Leganés                    | Estadio Municipal de Butarque         | 12.450    |
| CD Lugo         | Lugo                       | Estadio Anxo Carro                    | 07.070    |
| FC Málaga       | Málaga                     | Estadio La Rosaleda                   | 30.044    |
| CD Mirandés     | Miranda de Ebro            | Estadio Municipal de Anduva           | 05.759    |
| Real Oviedo     | Oviedo                     | Estadio Nuevo Carlos Tartiere         | 30.500    |
| SD Ponferradina | Ponferrada                 | Estadio El Toralín                    | 08.400    |
| Real Sociedad B | Donostia-San Sebastián     | Reale Arena                           | 39.500    |
| Real Saragossa  | Saragossa                  | La Romareda                           | 33.608    |
| CD Teneriffa    | Santa Cruz de Tenerife     | Estadio Heliodoro Rodríguez López     | 22.824    |
| Real Valladolid | Valladolid                 | Nuevo Estadio Municipal José Zorrilla | 26.512    |

## Tabelle
| Pl.             | Verein              | Sp. | S  | U  | N  | Tore    | Diff. | Punkte |
| --------------- | ------------------- | --- | -- | -- | -- | ------- | ----- | ------ |
| 1.              | UD Almería          | 42  | 24 | 9  | 9  | 068:350 | +33   | 81     |
| 2.              | Real Valladolid (A) | 42  | 24 | 9  | 9  | 071:430 | +28   | 81     |
| 3.              | SD Eibar (A)        | 42  | 23 | 11 | 8  | 061:450 | +16   | 80     |
| 4.              | UD Las Palmas       | 42  | 19 | 13 | 10 | 057:470 | +10   | 70     |
| 5.              | CD Teneriffa        | 42  | 20 | 9  | 13 | 053:370 | +16   | 69     |
| 6.              | FC Girona           | 42  | 20 | 8  | 14 | 057:420 | +15   | 68     |
| 7.              | Real Oviedo         | 42  | 17 | 17 | 8  | 057:410 | +16   | 68     |
| 8.              | SD Ponferradina     | 42  | 17 | 12 | 13 | 057:550 | +2    | 63     |
| 9.              | FC Cartagena        | 42  | 18 | 6  | 18 | 063:570 | +6    | 60     |
| 10.             | Real Saragossa      | 42  | 12 | 20 | 10 | 039:460 | −7    | 56     |
| 11.             | Burgos CF (N)       | 42  | 15 | 10 | 17 | 041:410 | ±0    | 55     |
| 12.             | CD Leganés          | 42  | 13 | 15 | 14 | 050:510 | −1    | 54     |
| 13.             | SD Huesca (A)       | 42  | 13 | 15 | 14 | 049:440 | +5    | 54     |
| 14.             | CD Mirandés         | 42  | 15 | 7  | 20 | 058:620 | −4    | 52     |
| 15.             | UD Ibiza (N)        | 42  | 12 | 16 | 14 | 053:590 | −6    | 52     |
| 16.             | CD Lugo             | 42  | 10 | 20 | 12 | 046:520 | −6    | 50     |
| 17.             | Sporting Gijón      | 42  | 11 | 13 | 18 | 043:480 | −5    | 46     |
| 18.             | FC Málaga           | 42  | 11 | 12 | 19 | 036:570 | −21   | 45     |
| 19.             | SD Amorebieta (N)   | 42  | 9  | 16 | 17 | 044:630 | −19   | 43     |
| 20.             | Real Sociedad B (N) | 42  | 10 | 10 | 22 | 043:610 | −18   | 40     |
| 21.             | CF Fuenlabrada      | 42  | 6  | 15 | 21 | 039:650 | −26   | 33     |
| 22.             | AD Alcorcón         | 42  | 6  | 11 | 25 | 037:710 | −34   | 29     |
| Stand: Endstand |                     |     |    |    |    |         |       |        |

Platzierungskriterien: 1. Punkte – 2. Direkter Vergleich (Punkte, Tordifferenz, geschossene Tore) – 3. Tordifferenz – 4. geschossene Tore

| (A) | Absteiger aus der Primera División 2020/21    |
| (N) | Aufsteiger aus der Segunda División B 2020/21 |

## Play-offs
Der Dritte spielte gegen den Sechsten, der Vierte gegen den Fünften. Die jeweiligen Sieger nach Hin- und Rückspielen trafen im Anschluss ebenfalls in zwei Partien aufeinander, um den dritten Aufsteiger in die Primera División 2022/23 zu bestimmen. Die ranghöhere Mannschaft hatte jeweils im Rückspiel Heimrecht. Die Hinspiele fanden am 1. und 2., die Rückspiele am 4. und 5. Juni 2022 statt. Die Finalspiele wurden am 11. und am 19. Juni 2022 ausgetragen.
Halbfinale
|                  | Gesamt |                   | Hinspiel | Rückspiel |
| ---------------- | ------ | ----------------- | -------- | --------- |
| CD Teneriffa (5) | 3:1    | UD Las Palmas (4) | 1:0      | 2:1       |
| FC Girona (6)    | 2:1    | SD Eibar (3)      | 0:1      | 2:0 n. V. |

Finale
|               | Gesamt |                  | Hinspiel | Rückspiel |
| ------------- | ------ | ---------------- | -------- | --------- |
| FC Girona (6) | 3:1    | CD Teneriffa (5) | 0:0      | 3:1       |

## Torschützenliste
Bei gleicher Anzahl an Toren sind die Spieler alphabetisch gelistet.
| Pl.                 | Spieler          | Mannschaft      | Tore |
| ------------------- | ---------------- | --------------- | ---- |
| 1.                  | Borja Bastón     | Real Oviedo     | 22   |
| 1.                  | Cristhian Stuani | FC Girona       | 22   |
| 3.                  | Stoichkov        | SD Eibar        | 21   |
| 4.                  | Rubén Castro     | FC Cartagena    | 20   |
| 4.                  | Shon Weissman    | Real Valladolid | 20   |
| 6.                  | Umar Sadiq       | UD Almería      | 18   |
| 7.                  | Sergio Camello   | CD Mirandés     | 15   |
| 8.                  | Uroš Đurđević    | Sporting Gijón  | 14   |
| 8.                  | Jaime Seoane     | SD Huesca       | 14   |
| 8.                  | Jonathan Viera   | UD Las Palmas   | 14   |
| 8.                  | Yuri             | SD Ponferradina | 14   |
| Stand: 29. Mai 2022 |                  |                 |      |